# 兹姆里·利姆
兹姆里·利姆（约公元前1775年—约公元前1759年在位）（英語：Zimrilim）马里的末任国王。约于沙姆希阿达德一世之子为马里长官时，他被流放。作为前国王雅弗多·利姆之子，他于沙姆希阿达德一世死后成功夺位。他通过政治婚姻与妻子决策以巩固统治。他为自己方圆6英亩的宫殿增添光彩，使其成为古代近东奇迹之一。他的形像在壁画中有所反映，在保留下来的宫廷烹饪资料中，还记载了王室所享用的高级食物。国王本人也派人从北部山区开取冰块，作为宫廷饮料。他最终因与巴比伦国王汉谟拉比矛盾激化而被击败。 